# Зозуля африканська
Зозу́ля африканська (Clamator levaillantii) — вид птахів з родини зозулевих (Cuculidae). Вид названо на честь французького мандрівника та орнітолога Франсуа Левальяна (1753-1824).

## Поширення
Вид поширений в Африці південніше Сахари. Ареал поширення простягається від Мавританії, Сенегалу і Гамбії на схід до Еритреї, Ефіопії та Сомалі та на південь до ПАР. Населяє савани з густою рослинністю. Зустрічається також у трав'яно-чагарниковій савані, в рідколіссях по берегах річок, в акацієвій савані, садах і на лісових сільськогосподарських угіддях. Мешкає в регіонах, де кількість опадів перевищує 500 мм. 

## Опис
Зозуля середнього розміру, приблизно 37 см завдовжки. Відрізняється від строкатої зозулі (Clamator jacobinus) довшим хвостом і смугастим горлом. Як і у цього близького родича, оперення буває двох типів. Перший — чорний зверху, зі слабкими блакитними або зеленими відблисками, і білий знизу; смуги на горлі можуть поширюватися на боки шиї; первинні криючі та хвостові пір'я мають білі кінчики. Друга форма повністю чорна з білою плямою на кінчику первісних і одним на зовнішніх перах хвоста (відсутня у чорно-білої зозулі).

## Спосіб життя
Харчується африканська зозуля переважно комахами. Особливо важливу роль відіграють волохаті гусениці. Також капська зозуля їсть літаючих термітів і мурашок, личинок жуків, коників і цвіркунів. У період розмноження капську зозулю зазвичай можна побачити парами або невеликими зграями до чотирьох птахів.
Це гніздовий паразит. Самиця відкладає свої яйця в гніздо інших виду птахів, як правило, різних видів кратеропи (Turdoides). І самець, і самиця літають акробатичними рухами навколо гнізда, щоб відволікти здобич птахів. Самець продовжує відволікання, поки самиця відкладає яйця. На відміну від багатьох інших видів зозуль, пташеня не домінує над іншими яйцями та пташенятами в гнізді. Воно залишає гніздо приблизно через десять днів і стає самостійним через чотири-шість тижнів.